# Jay Chou
Jay Chou (周杰倫T, 周杰伦S, Zhōu JiélúnP; Taipei, 18 gennaio 1979) è un cantante e attore taiwanese.

## Biografia
Nato a Taiwan, ricevette il nome di Zhou Jie Lun e rivelò molto precocemente un non comune talento musicale con Orecchio assoluto. 
A soli tre anni iniziò lo studio del pianoforte, per volere della madre, che si preoccupava di assicurargli un futuro. Ben presto la diligenza con cui seguiva le lezioni si trasformò in vera e propria passione per tutta la musica, al punto che si avvicinò anche ad altri strumenti come la chitarra, il violoncello e il tamburo da jazz.
Nel 1998 Jay entrò in una casa discografica come compositore ed iniziò a scrivere canzoni per alcuni cantanti che furono però da questi ultimi rifiutati. Tuttavia pian piano i suoi testi vennero presi in considerazione.
Oggi scrive per alcuni tra i più famosi cantanti e gruppi asiatici, come CoCo Lee, Jacky Wu, Valen Hsu e Power Station.
Dopo aver lavorato dietro le quinte, Jacky Wu si accorse delle potenzialità di Jay Chou come cantante; così nel 1º novembre del 2000 debuttò con l'album Jay ed ebbe immediatamente grande successo.
L'anno successivo (20 settembre) pubblicò il suo secondo album Fantasy, molte canzoni in essa contenute riscossero grande successo, per citarne alcuni: Kai Bu Liao Kou ("incapace di aprir bocca"), An Jing ("silenzio"), e Shuang Jie Gun ("nunchaku"). Questo album fu consacrato con molti premi, tra cui il prestigioso Golden Melody Awards. Jay, un artista appena comparso sulla scena, aveva già riscosso grande successo grazie alla melodia delle sue canzoni, alla sua voce, all'unicità della sua musica, ma soprattutto grazie alla sua capacità di raccontare l'emozione dell'uomo e i dettagli della vita.
Ne seguirono altri due album: Eight Dimensions e Ye Hui Mei. La sua musica è apprezzata sia da un pubblico giovane che non, portandogli il soprannome di Small King of R & B.
Jay Chou intraprese anche la carriera dell'attore, nel 2005 recitò nel film Initial D (Takami Fujiwara), tratto da un popolare manga giapponese, in cui recitò insieme a nomi famosi come Anne Suzuki, Edison Chen, Shawn Yue, Chapman To e Anthony Wong. Il film divenne un successo in tutta l'Asia e fu premiato in molti paesi come in Cina, Giappone e Thailandia.
Nel 2006 recita nel film La città proibita diretto da Zhang Yimou, interpretando il figlio dell'imperatore. L'anno successivo dirige il suo primo film, Secret, dove, oltre ad essere il regista, interpreta anche il protagonista del film.
Nel 2011 approda in America con il film The Green Hornet, dove interpreta Kato, meccanico ed esperto di arti marziali che decide di unirsi al protagonista per combattere il crimine in città.
Nel 2015 riceve l'MTV Europe Music Award al miglior artista taiwanese. Ha ottenuto due platini e un disco d'oro dalla Recording Industry Association Singapore, equivalenti a 25 000 unità vendute in suolo singaporiano.

## Discografia

### Album in studio
- 2000 – Jay
- 2001 – Fantasy
- 2002 – The Eight Dimensions
- 2003 – Ye Hui Mei
- 2004 – Common Jasmin Orange
- 2005 – November's Chopin
- 2006 – Still Fantasy
- 2007 – On the Run
- 2008 – Capricorn
- 2010 – The Era
- 2011 – Exclamation Mark
- 2012 – Opus 12
- 2014 – Aiyo, Not Bad
- 2016 – Jay Chou's Bedtime Stories
- 2022 – Greatest Works of Art

## Filmografia
- Cham chau Chou Chieh Lun, regia di Oi Wah Lam (2003)
- Initial D (Tau man ji D), regia di Andrew Lau e Alan Mak (2005)
- La città proibita (Man cheng jin dai huang jin jia), regia di Zhang Yimou (2006)
- Secret (Bu neng shuo de mi mi) regia di Jay Chou (2007)
- Shaolin Basket, regia di Yen-Ping Chu (2008)
- Ci ling, regia di Yen-Ping Chu (2009)
- True Legend, regia di Yuen Wo Ping (2010)
- The Green Hornet, regia di Michel Gondry (2011)
- Jik zin, regia di Dante Lam (2012)
- Tian tai ai qing, regia di Jay Chou (2012)
- Now You See Me 2, regia di Jon M. Chu (2016)
- Acting Out of Love, regia di Ken Lin (2020)
- Chi Zha Feng Yun, regia di Jem Chen (2021)